# Ятаган (вилает Денизли)
Вижте пояснителната страница за други значения на Ятаган.
Ятаган (на турски: Yatağan [Ятаан]) е градче в илче (околия) Серинхисар, вилает (област) Денизли, Егейски регион, Турция.
Наречен е на ковача Ятаган Баба, създател на хладното оръжие ятаган (средно между сабя и кинжал. Гробът на Ятаган Баба е туристическа забележителност в градчето.
Ятаган има 4474 жители към 1997 г.